# Новомаячківська селищна рада
Новомая́чківська се́лищна ра́да — колишня адміністративно-територіальна одиниця та орган місцевого самоврядування в Олешківському районі Херсонської області. Адміністративний центр — селище міського типу Нова Маячка.

## Загальні відомості
- Територія ради: 142,194 км²
- Населення ради: 7 459 осіб (станом на 2001 рік)

## Населені пункти
Селищній раді були підпорядковані населені пункти:
- смт Нова Маячка

## Склад ради
Рада складається з 30 депутатів та голови.
- Голова ради: Костиря Андрій Андрійович
- Секретар ради: Пісковцова Ірина Іванівна

### Керівний склад попередніх скликань
| Прізвище, ім'я, по батькові | Основні відомості                                                              | Дата обрання | Дата звільнення |
| --------------------------- | ------------------------------------------------------------------------------ | ------------ | --------------- |
| Костиря Андрій Андрійович   | Селищний голова, 1954 року народження, освіта середня спеціальна, безпартійний | 26.03.2006   | 31.10.2010      |
| Костиря Андрій Андрійович   | Селищний голова, 1954 року народження, освіта середня спеціальна, безпартійний | 31.10.2010   |                 |

Примітка: таблиця складена за даними сайту Верховної Ради України

### Депутати
За результатами місцевих виборів 2010 року депутатами ради стали:

#### За суб'єктами висування
| Суб'єкт висування           | Кількість обраних депутатів | %    |
| --------------------------- | --------------------------- | ---- |
| Партія регіонів             | 16                          | 53,3 |
| Самовисування               | 11                          | 36,7 |
| Комуністична партія України | 3                           | 10   |

#### За округами
| № округу                    | Прізвище, ім'я, по батькові      | Дата визнання обраним | Освіта             | Партійна приналежність | Відомості про обраного депутата                                |
| --------------------------- | -------------------------------- | --------------------- | ------------------ | ---------------------- | -------------------------------------------------------------- |
| Комуністична партія України |                                  |                       |                    |                        |                                                                |
| 2                           | Санін Володимир Михайлович       | 02.11.2010            | середня            | позапартійний          | тимчасово не працює                                            |
| 12                          | Чепіль Анатолій Григорович       | 02.11.2010            | середня            | позапартійний          | тимчасово не працює                                            |
| 16                          | Крамаренко Олександр Миколайович | 02.11.2010            | середня            | позапартійний          | Цюрупинський РЕЗ, електрик                                     |
| Партія регіонів             |                                  |                       |                    |                        |                                                                |
| 1                           | Крашенін Сергій Олександрович    | 02.11.2010            | середня            | член Партії регіонів   | Фермерське господарстро «Лілія», голова                        |
| 3                           | Яковенко Валентина Миколаївна    | 02.11.2010            | вища               | член Партії регіонів   | Новомаячківська загальноосвітня школа № 2, вчитель             |
| 5                           | Булавка Олена Анатоліївна        | 02.11.2010            | середня спеціальна | член Партії регіонів   | Новомаячківська лікарня, медична сестра                        |
| 7                           | Чезіна Наталія Вікторівна        | 02.11.2010            | середня спеціальна | член Партії регіонів   | Новомаячківський дитячий садок № 2, музичний керівник          |
| 10                          | Пісковцова Ірина Іванівна        | 02.11.2010            | вища               | член Партії регіонів   | Новомаячківська селищна рада, секретар                         |
| 13                          | Пісковцова Ольга Миколаївна      | 02.11.2010            | вища               | член Партії регіонів   | Новомаячківська загальноосвітня школа № 1, вчитель             |
| 17                          | Полоніков Олександр Анатолійович | 02.11.2010            | вища               | член Партії регіонів   | Новомаячківська пожежна частина, керівник                      |
| 18                          | Ліфінцев Іван Іванович           | 02.11.2010            | середня            | член Партії регіонів   | тимчасово не працює                                            |
| 19                          | Удовенко Сергій Іванович         | 02.11.2010            | середня            | член Партії регіонів   | тимчасово не працює                                            |
| 21                          | Олійніченко Ольга Миколаївна     | 02.11.2010            | вища               | член Партії регіонів   | Новомаячківська загальноосвітня школа № 1, вчитель             |
| 22                          | Швачкін Сергій Сергійович        | 02.11.2010            | середня            | член Партії регіонів   | підприємець                                                    |
| 24                          | Куліда Світлана Миколаївна       | 02.11.2010            | вища               | член Партії регіонів   | Новомаячківська загальноосвітня школа № 1, вчитель             |
| 25                          | Яковенко Галина Василівна        | 02.11.2010            | вища               | член Партії регіонів   | Новомаячківська загальноосвітня школа № 2, директор            |
| 26                          | Санін Анатолій Іванович          | 02.11.2010            | середня спеціальна | член Партії регіонів   | АТ «Летинські стрільці», заступник голови                      |
| 28                          | Лебедєв Олександр Васильович     | 02.11.2010            | середня спеціальна | член Партії регіонів   | Новомаячківський санаторій «Надія», заступник головного лікаря |
| 29                          | Кудлій Ірина Вікторівна          | 02.11.2010            | вища               | член Партії регіонів   | тимчасово не працює                                            |
| Самовисування               |                                  |                       |                    |                        |                                                                |
| 4                           | Черкесов Віктор Сергійович       | 02.11.2010            | вища               | позапартійний          | Новомаячківська лікарня, стоматолог                            |
| 6                           | Сімонова Наталія Юріївна         | 02.11.2010            | вища               | позапартійна           | Новомаячківська загальноосвітня школа, секретар                |
| 8                           | Куренкова Марина Володимирівна   | 02.11.2010            | середня спеціальна | позапартійна           | пенсіонер                                                      |
| 9                           | Фісіна Людмила Вікторівна        | 02.11.2010            | вища               | позапартійна           | Новомаячкіська лікарня, лікар                                  |
| 11                          | Добриця Іван Петрович            | 02.11.2010            | середня спеціальна | позапартійний          | пенсіонер                                                      |
| 14                          | Пісковцов Андрій Віталійович     | 02.11.2010            | середня спеціальна | позапартійний          | Новомаячківський райгосп рабкоп, голова                        |
| 15                          | Шумкова Лілія Олександрівна      | 02.11.2010            | вища               | позапартійна           | тимчасово не працює                                            |
| 20                          | Доброскок Юрій Якович            | 02.11.2010            | середня            | позапартійний          | тимчасово не працює                                            |
| 23                          | Кожушко Ярослав Михайлович       | 02.11.2010            | середня спеціальна | позапартійний          | Персіонер                                                      |
| 27                          | Бура Олександра Миколаївна       | 02.11.2010            | середня спеціальна | позапартійна           | Новомаячківська лікарня, медична сестра                        |
| 30                          | Д'яченко Віктор Сергійович       | 02.11.2010            | середня            | позапартійний          | тимчасово не працює                                            |